# Michael Wanner (Eishockeyspieler)
Michael Wanner (* 10. Dezember 1952 in Füssen) ist ein ehemaliger deutscher Eishockeyspieler.

## Werdegang
Der Stürmer Michael Wanner ist der Sohn von Otto Wanner, dem langjährigen Präsidenten des Deutschen Eishockey-Bundes und Bürgermeister von Füssen. Michael Wanner begann seine Karriere im Jahre 1957 beim EV Füssen und gehörte ab 1972 zum Kader der Bundesligamannschaft. Gleich in der seiner ersten Saison 1972/73 gewann Wanner mit den Füssenern die deutsche Meisterschaft. Am Saisonende wechselte Wanner zum Ligarivalen Berliner SC, wo er vom Trainer Xaver Unsinn in eine Stürmerreihe mit den Nationalspielern Lorenz Funk und Ernst Köpf gesteckt wurde. Mit den Berlinern wurde Wanner sowohl in der Saison 1973/74 als auch 1975/76 deutscher Meister. In der Saison 1980/81 spielte Wanner für den Berliner FC Preussen in der drittklassigen Oberliga Nord, ehe er zur Saison 1981/82 zum Bundesligisten EV Füssen zurückkehrte.
Doch bereits während der Saison folgte der Wechsel zum Oberligisten ESG Kassel, ehe Wanner sich im Sommer 1982 dem Ligarivalen BSC Preussen anschloss. Mit den Preussen stieg er auf Anhieb in die 2. Bundesliga auf, wo seine Mannschaft in der Saison 1983/84 als Aufsteiger gleich Meister wurde, aber in der Relegation zur Bundesliga scheiterte. Auch in der folgenden Saison 1984/85 folgte der Meisterschaft in der 2. Bundesliga Nord das Scheitern in der Bundesliga-Relegation. Danach wechselte Wanner vereinsintern in die zweite Mannschaft der Preussen, die in der viertklassigen Regionalliga Nord antrat. Doch schon während der Saison 1986/87 wechselte er zur Herforder EG in die Regionalliga West und schaffte mit den Ostwestfalen den Aufstieg in die Oberliga Nord. In der Saison 1987/88 fungierte Michael Wanner als Spielertrainer und führte seine Mannschaft zum Klassenerhalt.
Michael Wanner absolvierte elf Einsätze in der deutschen Nationalmannschaft. 1976 kam es während eines Trainingslagers in Warschau zu einem Eklat, als Wanner zusammen mit Rainer Philipp und einem Betreuer eine Kneipe aufsuchen wollten. Dort wurden die drei ohne nähere Angaben von Gründen von der Polizei verhaftet und für drei Tage ins Gefängnis gesteckt. Gegen eine Kaution in Höhe von 10.000 Mark wurden die drei Männer von der Bundesrepublik Deutschland freigekauft. Der damalige Bundestrainer Xaver Unsinn strich Wanner daraufhin aus dem Kader für die olympischen Winterspiele 1976 in Innsbruck. Erst nach dem Turnier erfuhr Wanner, dass Bundestrainer Unsinn nur eine Anweisung des DEB-Präsidenten Otto Wanner folgte.
Nach seiner Spielerkarriere war Wanner Trainer beim TuS Geretsried, SC Bietigheim-Bissingen und EC Bad Tölz. Außerdem assistierte er Peter Kathan senior im Trainerteam der deutschen Frauen-Nationalmannschaft bei der Qualifikation für die olympischen Winterspiele 2014.

## Erfolge
- Deutscher Meister: 1973, 1974, 1976
- Meister der 2. Bundesliga Nord: 1984, 1985